# S-A2
S-A2는 현대자동차그룹이 2028년 상용화 목표로 개발중인 eVTOL(electric Vertical Take-off and Landing, 전기 수직 이착륙 항공기) 기체다. S-A1은 CES 2020에서 공개한 뒤 4년만이다.

## 상세
2024년 1월 10일, 현대자동차그룹의 AAM 독립 법인 슈퍼널이 CES2024에서 실물 모형을 공개했다.
최대 400~500m 고도에서 200km/h의 속도로 비행하는 것을 목표로 개발 중이며 상용화 시 도심 내 약 60km 내외의 거리를 비행할 예정이다.
전장 10m, 전폭 15m로 조종사 포함 5명이 탑승 가능하며 기체는 총 8개의 로터(Rotor)가 장착된 주 날개와 슈퍼널 로고를 본뜬 V자 꼬리 날개, 승객 탑승 공간으로 구성된다.
실내 조종석과 승객석이 분리되어 있으며 승객석 시트 사이에는 센터 콘솔이 적용되어 수납, 스마트폰 충전 등 편의 기능이 제공된다. 승객석은 자유자재로 변형이 가능해 사용 목적에 따라 2인석 또는 화물칸으로 바꿀 수 있다.

## 추진 방식
틸트 로터(Tilt-Rotor)
회전 날개인 로터가 상황에 따라 상하 90도로 꺾이는 구조로 수직 이착륙 시 8개의 로터 중 전방 4개는 위로, 후방 4개는 아래로 전환되며 순항 시에는 전방으로 전환된다.
수직 비행을 위한 별도의 로터가 필요하지 않고 이착륙 및 순항 중 8개의 로터가 모두 추진력을 제공해 전력 효율을 극대화할 수 있다.
분산 전기추진(DEP, Distributed Electric Propulsion)
여러 개의 로터를 독립적으로 구동하는 기술로 로터마다 모터를 이중으로 배치해 고장 등 문제가 생겨도 안전하게 운항할 수 있다.
분산 전기추진 방식을 활용한 S-A2 기체의 운항 시 소음은 식기세척기와 비슷한 수준의 45~65데시벨(dB)로 유지된다.

## 같이 보기
현대자동차그룹
슈퍼널
AAM